# كارين ليبون
كارين ليبون (بالفرنسية: Karine Lebon) (مواليد 9 يونيو 1985 في روبيه، فرنسا) هي سياسية فرنسية وممثلة ومعلمة سابقة. وهي عضو في البرلمان عن دائرة ريونيون الثانية.

## روابط خارجية
- كارين ليبون على موقع IMDb (الإنجليزية)